# Digimon RPG
Digimon RPG (디지몬 RPG, デジモンＲＰＧ), Digimon Battle, ou Digimon Battle Online, est un MMORPG gratuit basé sur la franchise Digimon, plus spécifiquement celui de la troisième saison de l'anime intitulée Digimon Tamers. Le jeu est originellement publié en Corée du Sud. Une version en anglais est publié le 14 avril 2010 par WeMade Entertainment, mais fermé en 2013..

## Système de jeu
Le joueur contrôle l'un des quatre avatars représentant les personnages principaux de Digimon Tamers : Takato Matsuki, Rika Nonaka, Henry Wong et Jeri Katou. Les joueurs peuvent modifier le nom et l'apparence de leur personnage bien qu'ils soient originellement issus de la troisième saison. Les joueurs choisissent ensuite leur digimon. Le digimon sélectionné est l'un des trois digimon partenaires, respectivement, de Takato, Rika et Henry dans Tamers : Gigimon, Gummymon ou Viximon (au niveau entraînement). Également, d'autres digimon sont proposés durant certaines occasions exceptionnelles. 
De loin, les évènements ont offert DemiVeemon, Hopmon, Yaamon, Dorimon et un Koromon du thème de Digimon Data Squad. Malgré tout, le joueur choisit son digimon, qui doit combattre pour devenir plus fort et accomplir des missions. Pendant la durée du jeu, le digimon principal et les digimon capturés se digivolvent en des formes plus fortes avec de meilleures attaques.

### Capture

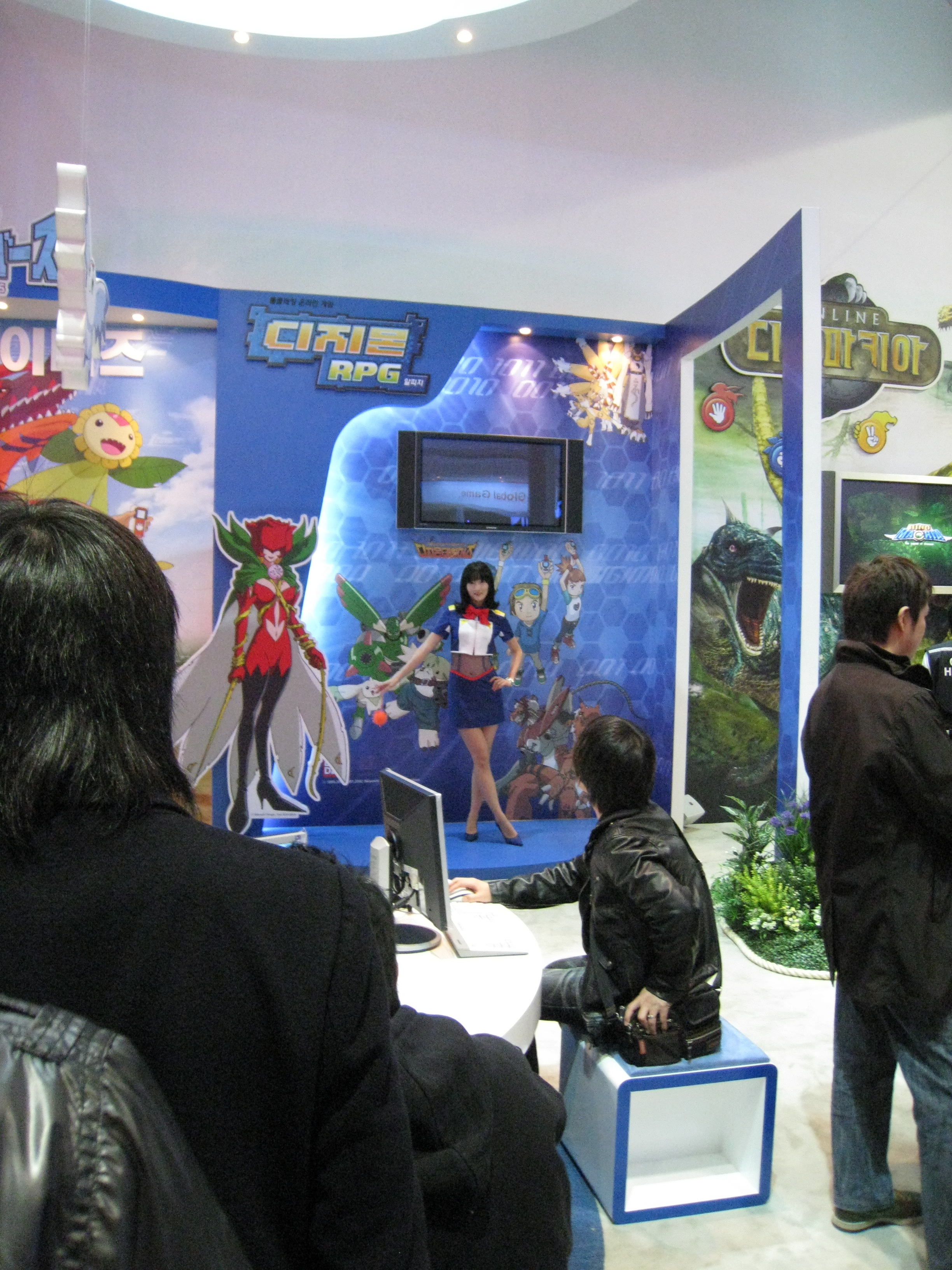
Présentation du jeu Digimon RPG lors d'une convention sud-coréenne.

La plupart des digimon du niveau entraînement sont généralement capable de se digivolver jusqu'à leur forme ultime, voire méga. Seuls les digimon entrainement peuvent être capturés. Durant la bataille, le joueur n'a que trois essais pour capturer le digimon, à l'aide de l'option « capture » de l'interface du jeu. Cependant, il y a de fortes chances que la capture échoue, avec une chance estimée à 0,1 % chance d'une capture réussie. Les joueurs peuvent, s'ils le souhaitent, acheter un item pour augmenter leur chance d'une capture réussie. Les digimon qui peuvent être capturés incluent : Bukamon, Babydmon, DemiMeramon, Kapurimon, Kuramon, Koromon, MetalKoromon, Chocomon, Motimon, Minomon, Salamon, Pagumon, Paomon, Poromon,  Tokomon, Tsunomon, Upamon, Yokomon, Yuramon, et Zurumon.

### Combat
Le combat est un style de combat tour-à-tour. Le joueur ne combat pas directement. À la place, un digimon choisi par le joueur combat. Chaque digimon possède une barre de temps qui s'écoule au fur et à mesure du combat. Lorsque le temps est écoulé, le dompteur peut faire agir son digimon, en le faisant attaquer, fuir ou utilisant des items pour reprendre de la santé.
Durant le combat, le joueur est uniquement capable d'utiliser les items pour augmenter temporairement les statistiques du digimon, incluant la digivolution. Un dompteur ne peut utiliser que trois cartes à la fois, et sont limités à un certain nombre de cartes par combat. Les cartes sont achetées ou échangées dans le jeu.

## Développement
Au début de 2010, WeMade Entertainment signe un contrat avec Digitalic leur permettant de publier Digimon RPG et sa suite, Digimon Masters. À l'origine, Digitalic avait signé un contrat avec CDC Games, qui sera par la suite rompu. Kevin Seo, CEO de WeMade Entertainment, s'intéresse aux commentaires de fans qui cherchent à jouer à une adaptation en anglais. Entre le 19 mai et le 2 juin 2010, les joueurs pouvaient entrainer jusqu'à 5 digimon au niveau méga et ainsi remporter des prix. Aussi, une « boîte mystère » générait des items au hasard à cette période pour apparaître plus fréquemment dans la zone du Sky Dungeon.
Digimon Battle est la version en anglais de Digimon RPG, qui est à l'origine annoncé pour le début 2009 par CDC Games. Une version beta ouverte est publiée par WeMade Entertainment, avant sa sortie officielle le 24 avril 2010.
Le 27 mars 2013, WeMade annonce la fermeture de Digimon Battle le 25 avril 2013.